# I Teoremi (album)
I Teoremi è il primo e unico album del gruppo romano di Rock progressivo italiano de I Teoremi, uscito nel 1972 con l'etichetta Polaris, e successivamente ristampato nel 1993, 1999 e 2011.
Le influenze principali, oltre che Rock progressivo, sono di Hard rock, come tipico in vari gruppi dell'epoca.

## Tracce
Lato A
1. Impressione – 7:17
2. Mare Della Tranquillità – 8:54
3. Passi da gigante – 4:08

Durata totale: 20:19
Lato B
1. Nuvola Che Copri Il Sole – 5:23
2. Qualcosa D'Irreale – 5:05
3. Il Dialogo Di Un Pazzo – 4:41
4. A Chi Non Sarà Più – 4:41

Durata totale: 19:50

## Musicisti
- Tito Gallo - voce
- Mario Schilirò - chitarra
- Aldo Bellanova - basso
- Claudio Mastracci - batteria